# Hoa lang
Hoa Lang (Hwarang) hay còn gọi là Lang Gia, Phong lưu đồ, Quốc tiên đồ, Phong Nguyệt đồ, là những đội quân thanh thiếu niên ưu tú tại Tân La, một vương quốc Triều Tiên tồn tại cho đến thế kỷ thứ 10. Đây là một cơ cấu tổ chức quân đội bắt nguồn từ xã hội bộ tộc. Các thanh thiếu niên sẽ phải sinh hoạt trong môi trường tập thể, học tập các truyền thống đạo đức, lễ nghi đương thời, chủ yếu là văn hóa du nhập Trung Hoa truyền thống và văn hóa Phật giáo. Dưới thời Chân Hưng Vương, Hoa Lang trở thành cơ cấu giáo dục chính thức quốc gia, và những môn đồ được gọi là "Hoa Lang đồ". Tinh thần Hoa Lang đồ tồn tại trong suốt gần 20 thế kỷ được thể hiện trong "Thế tục ngũ giới", với lời tuyên thệ "Thượng quân dĩ trung, sự thân dĩ hiếu, giao hữu dĩ tín, sát sinh hữu trạch, lâm chiến vô thoái", những lời này cũng được tìm thấy khắc trên một số tảng đá. Tuy nhiên, bản thân "thế tục ngũ giới" không ghi chép về điều này.

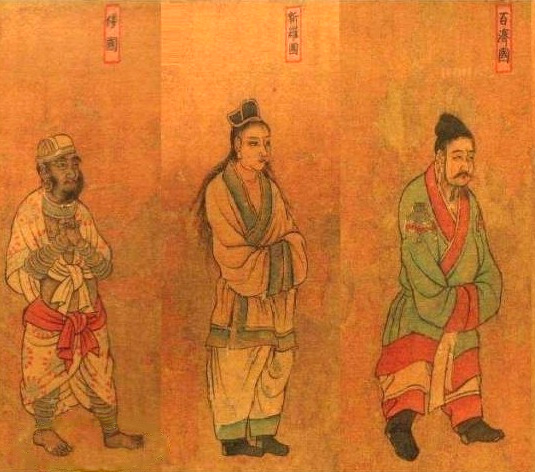
Họa phẩm Đường Diêm Lập Bổn vương hội đồ (唐閻立本王會圖), miêu tả vua các nước chư hầu là các đặc sứ đến Trung Quốc, của tác giả Diêm Lập Bổn thế kỷ 6 đời Đường. Từ trái qua phải: Sứ thần các nước Oa (Kumaso), Tân La, Bách Tế.